# جزیره گایشان
جزیره گایشان (انگلیسی: Guishan Island) جزیره‌ای در دریای چین شرقی است.